# Картлов (замок, Мекленбург-Передняя Померания)
Картлов (нем. Schloss Kartlow) — Средневековый замок в районе Передняя Померания-Грайфсвальд в общине Картлов, в коммуне Крукков в земле Мекленбург-Передняя Померания, Германия. В середине XIX века влиятельный член парламента Королевства Пруссии Вольдемар фон Хейден решил построить роскошную родовую усадьбу. Проектирование и строительство достойного замка и прочих построек он поручил архитектору Фридриху Гитцигу. Ландшафтный парк был создан по проекту известного мастера Питером Иосифом Ленне. Семья фон Хейден владела замком и окружающими территориями до 1945 года. Затем, после того как данная территория оказалась в составе ГДР, усадьба была национализирована и превращена в музей. После объединения Германии Картлов был возвращён прежним владельцам. Однако по договорённости с местными властями замок по-прежнему остаётся общедоступным объектом культурного наследия.

## История

### Ранний период
Первое документальное упоминание замка относится к 1245 году. Тогда в Картлове была построена резиденция герцогов фон Поммерн-Деммин. Замок стал ключевоц усадьбой для князя Барнима I Доброго и его сына Богуслав IV. Позднее владельцы замка образовали самостоятельный дворянский род фон Хейден. Причём рыцари рода согласились быть вассалами герцога Померании.
Во время Тридцатилетняя война в 1630 году замок был разрушен. Полностью оказались разорены и окружающие земли. На шведской карте 1698 года территории указаны как полузаброшенные. Однако семья фон Хейден сумела сохранить собственность. Представители рода остались признанными хозяевами поместья.
Семья фон Хейден проживала вплоть до XIX века в простороном одноэтажном фахверковом здании, который состоял из трёх автономных зданий. Та усадьба располагалась примерно в 50 метрах к востоку от нынешнего здания. К 1852 году прежние постройки были отремонтированы и расширены.

### Строительство нового замка
Вольдемар фон Хейден (1809-1871) в 1850-е годы решил снести прежние постройки и возвести на их месте новую роскошную резиденцию. Вольдемар фон Хейден был генеральным советником по ландшафту провинции Померания. Одновременно он трудился управляющим банка и занимался экспортом зерна в Великобританию. Причём ему принадлежало торговое судно. Фон Хейден сумел разбогатеть и обзавестись полезными связями в высших эшелонах связи. Его жена Атали, урожденная Франкель, происходила из богатой семьи среднего класса и принесла супругу большое приданое.

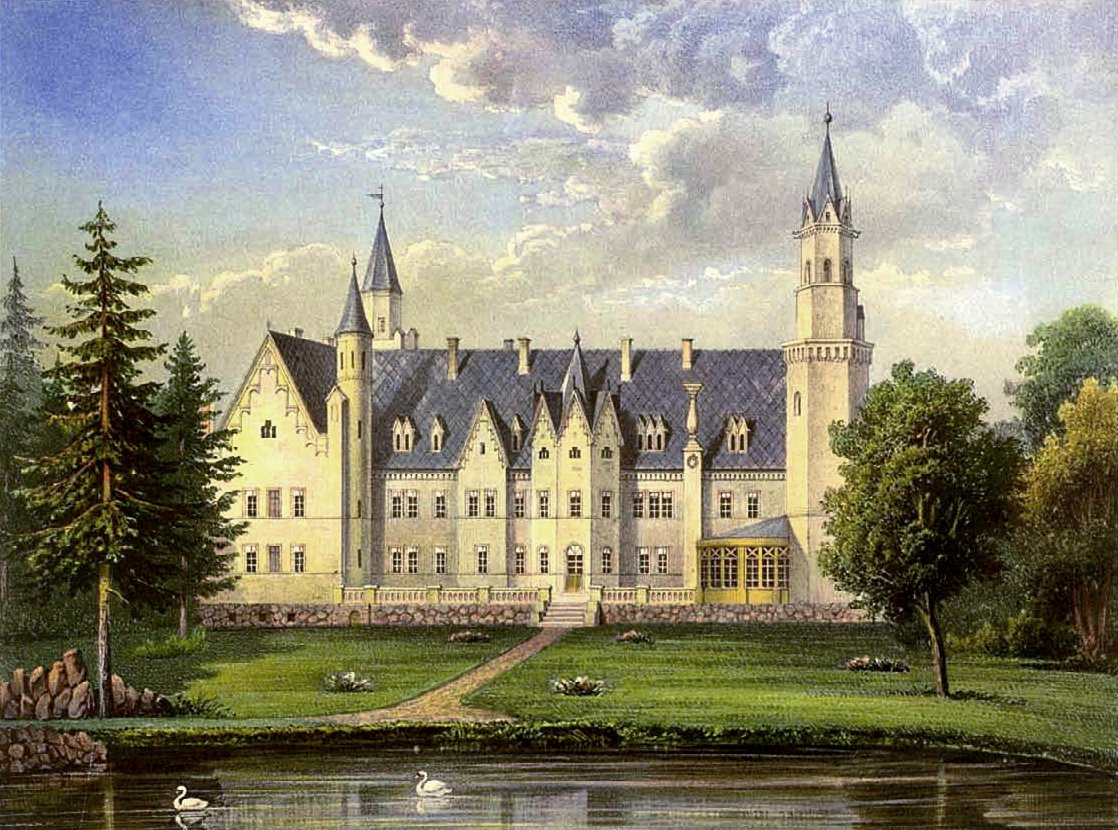
Замок Картлов на картине 1860 года

Вольдемар фон Хейден выкупил окрестные фермы и значительно расширил территорию поместья. Он мечтал превратить свои земли в респектабельное имение в английском стиле. Строительство новой резиденции велось в период с 1853 по 1859 год. Новый замок был построен в том числе при непосредственном участии молодого архитектора Фридриха Шинкеля (ученика Фридриха Гитцига). Расходы на возведение столь роскошной усадьбы до конца не известны. Но сохранились документы, согласно которым общая стоимость строительства одного только каретного сарая составила 43 821 талеров.
Владельцы торжественно въехали в замок 15 ноября 1856 года. К тому времени был разбит и новый пару согласно проекту Петера Ленне.

### XX век
Семья фон Хейден оставалась владельцем поместья до 1945 года. После завершения Второй мировой войны поместье Картлов и замок оказались на территории, оккупированной Советской Армией. В ходе земельной реформы усадьба стала собственностью местного муниципалитета. С мая 1945 года дворец и парк служили местом отдыха офицеров Советской Армии. С осени 1945 года здесь стали размещать беженцев из Пруссии и других земель отторгнутых у Германии. Позже здания замка разделили на отдельные квартиры. В статусе многоквартирного дома Картлов находился до начала 1990-х годов. При этом часть помещений использовалась как зал школьных и муниципальных мероприятий.
После воссоединения Германии замок по программе реституции был возвращён прежним владельцам.

## Современное состояние
В XXI веке замок Картлов продолжает находиться в частной собственности. При этом прошла масштабная реконструкция. Были капитально отремонтированы крыши и фасады, а также восстановлены прежние интерьеры.
Потомки семьи фон Хейден предпочли продать замок. После этого собственники замка сменялись неоднократно. После очередной перепродажи новый владелец имения решил закрыть территорию для туристов. В настоящее время в замке располагается штаб-квартира конезавода, созданного для разведением спортивных лошадей.

## Галерея

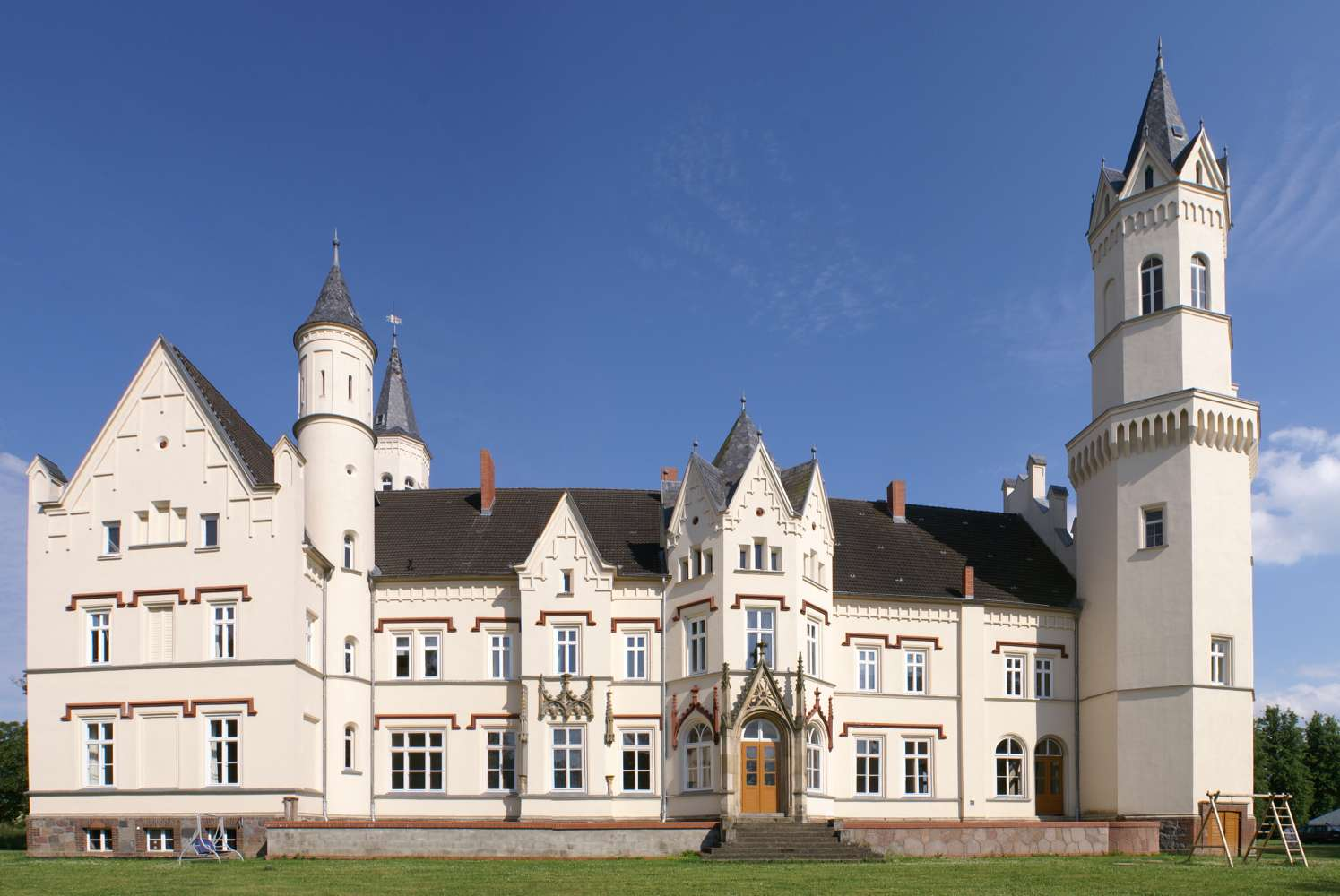
Общий вид замка
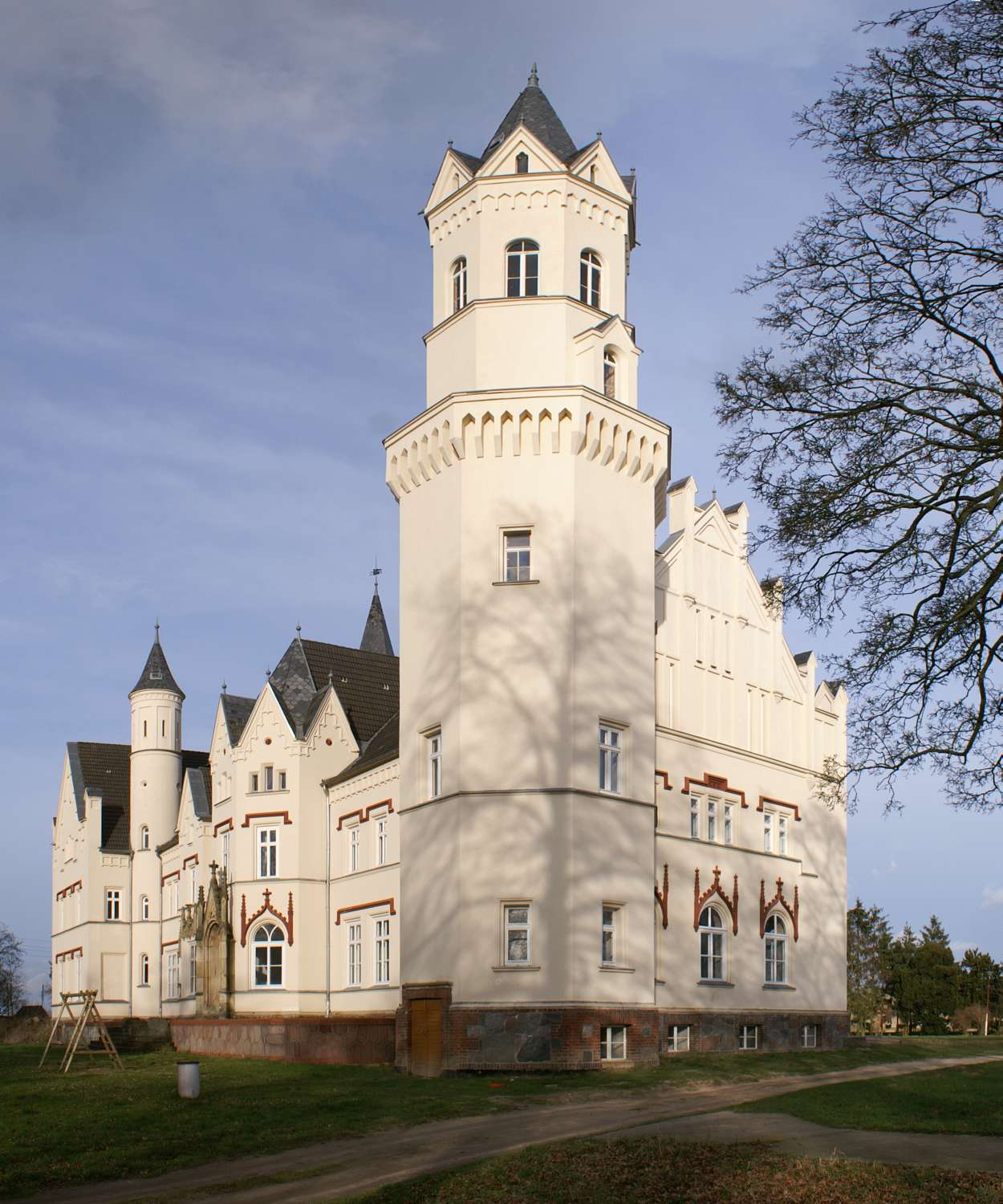
Южная башня замка
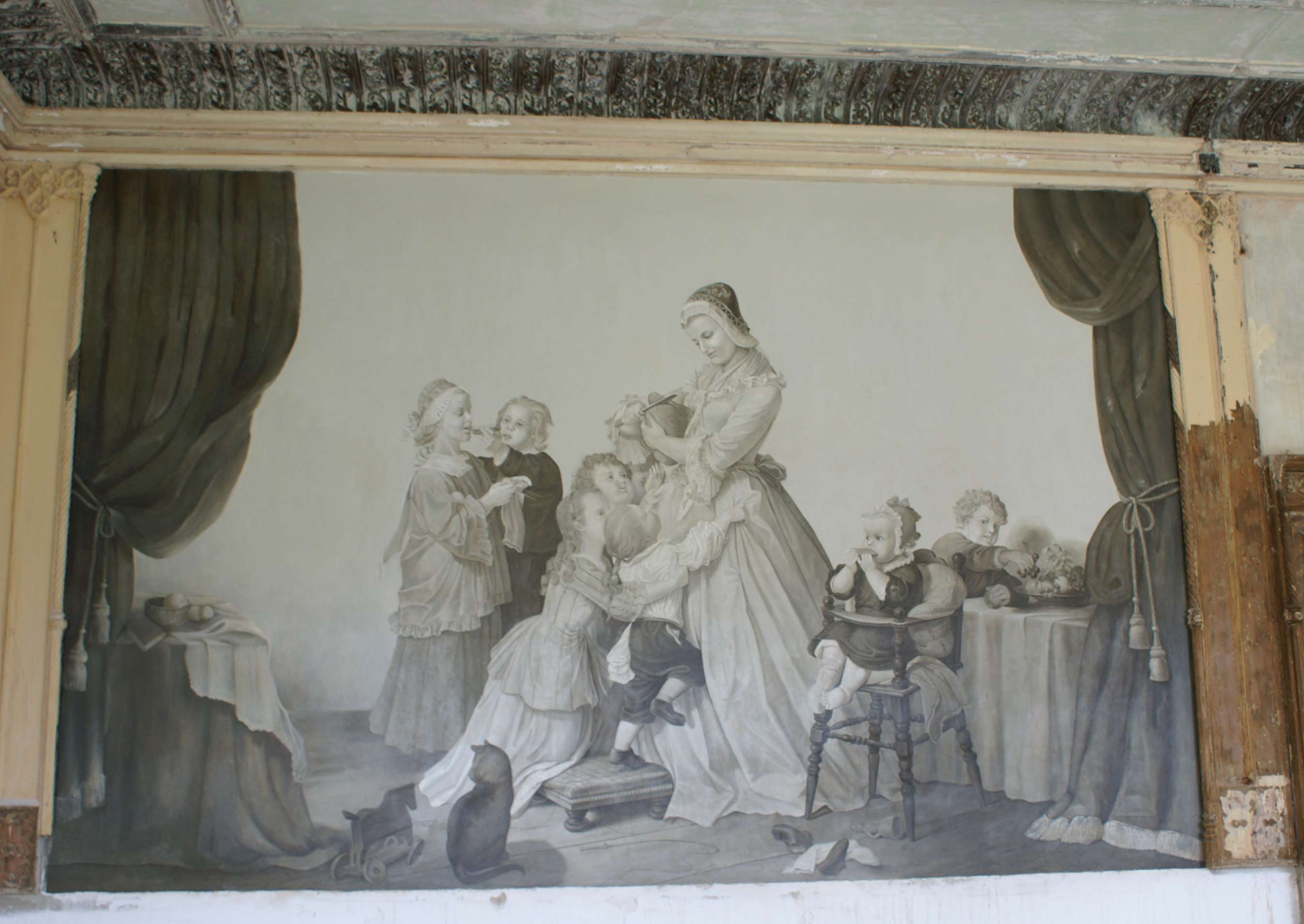
Росписи в дамской комнате
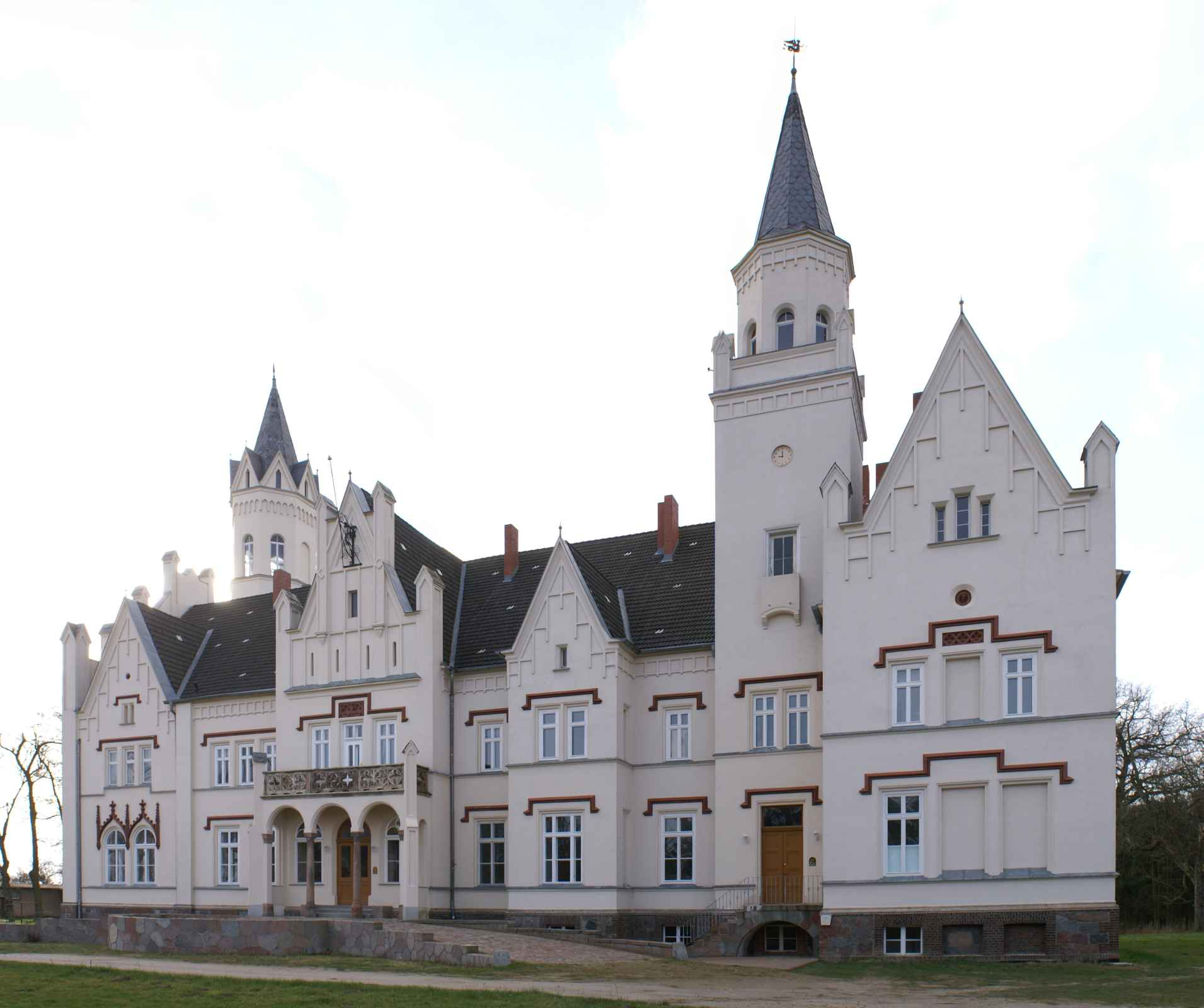
Вид замка с восточной стороны
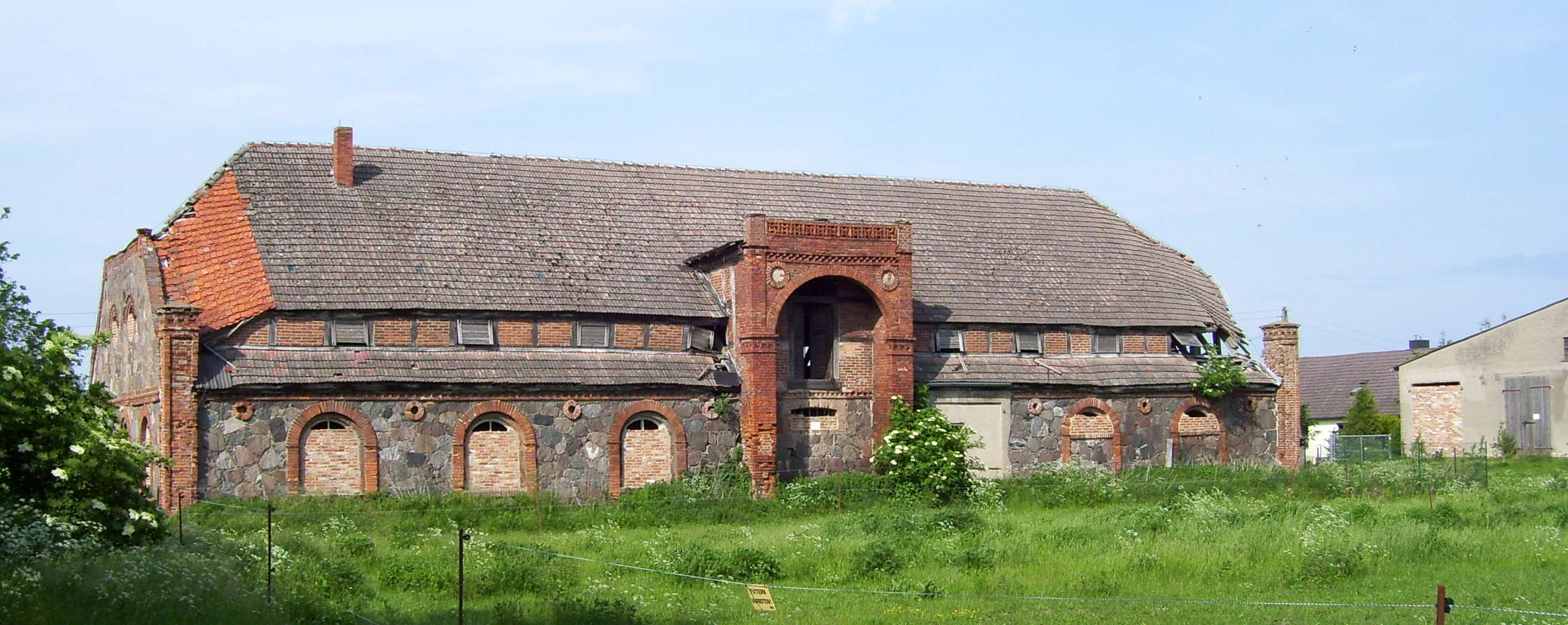
Хозяйственные постройки замка